# Борисковичи (Волынская область)
Борисковичи (укр. Борисковичі) — село на Украине, находится в Марьяновской поселковой общине Луцкого района Волынской области.
До 2020 года посёлок входило в Гороховский район.
Население по переписи 2001 года составляет 543 человека. Почтовый индекс — 45748. Телефонный код — 6556.